# Maungdaw

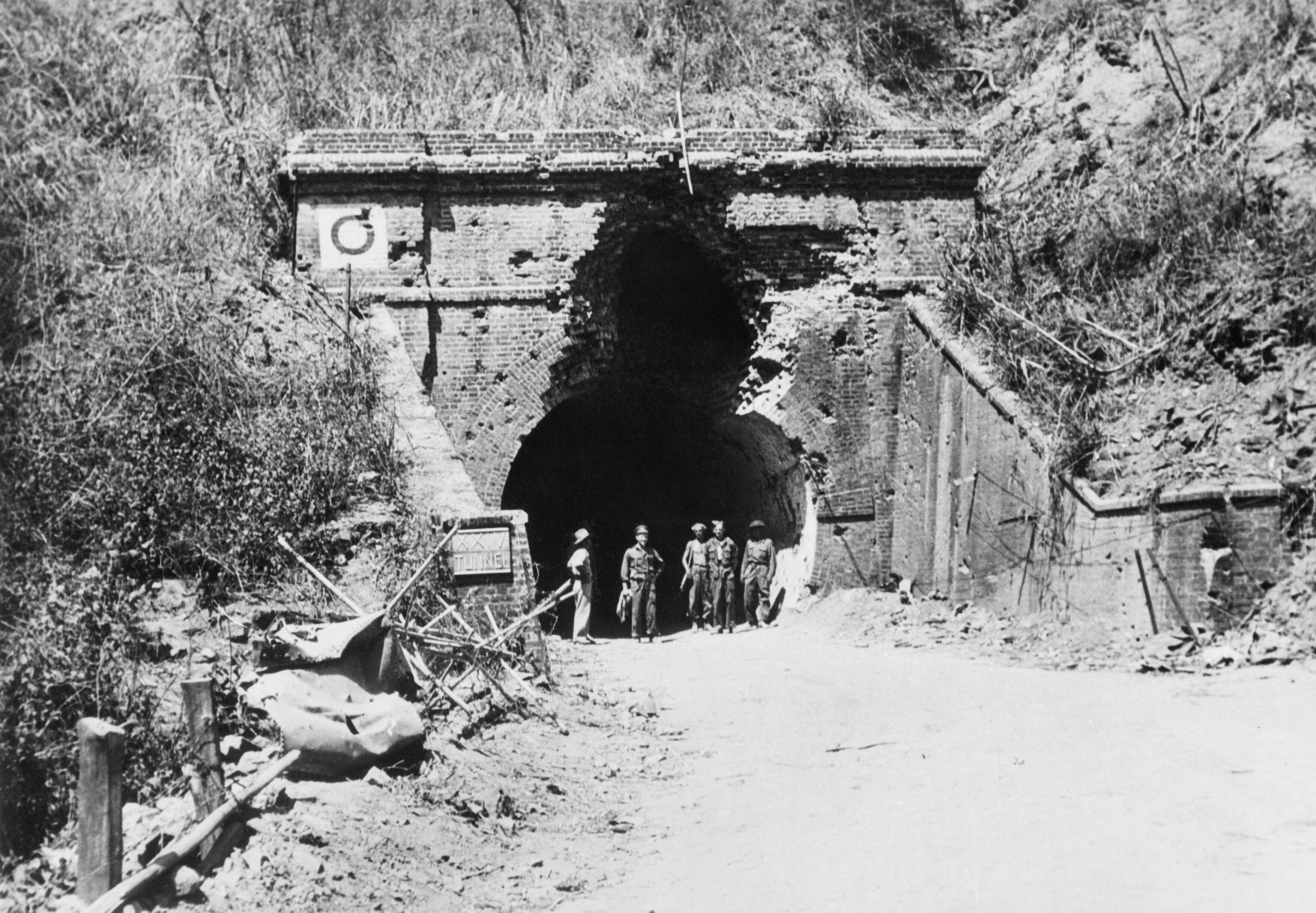
Britische Truppen 1944 an einem der beiden Tunnel der Straße welche Maungdaw mit Buthiadaung verbindet

Maungdaw (Burmesisch: မောင်တောမြို့) ist eine Stadt in Myanmar, dem ehemaligen Burma. Maungdaw wurde 2024 bekannt durch eine monatelange Schlacht zwischen den Truppen der Arakan Army (kurz AA) und der Miltärregierung. Maungdaw ist ein Ort, wo zahlreiche Kriegsverbrechen begangen wurden. Stand 2025 kontrolliert die Arakan Army die Stadt.

## Geographie
Maungdaw liegt an der Grenze zu Bangladesh im Delta des Flusses Naf, der die Grenze zwischen Myanmar und Bangladesch bildet. In Maungdaw befindet sich einer der beiden offiziellen Grenzübergänge zwischen den beiden Ländern und wird Maungdaw Port genannt. Maungdaw wird durch die Mayu-Bergkette vom restlichen Myanmar getrennt. Zwischen 1916 und 1926 war die Stadt mit einer Eisenbahn nach Buthiadaung verbunden, das 30 Kilometer östlich im Tiefland liegt. Heute wird der ehemaligen Eisenbahntunnel von einer Straße durchquert. Maungdaw bildet den nordwestlichsten Zipfel des Rakhaing-Staates und ist Hauptort des Maungdaw Township und des Maungdaw Distrikts.

## Bevölkerung
Mit 80 % stellten die Rohingya den größten Bevölkerungsanteil, 15 % der Bewohner waren Arakanesen. Dazu kamen Angehörige der verschiedenen Chin-Gruppen. Viele der Rohingya flohen nach Bangladesh.

## Geschichte

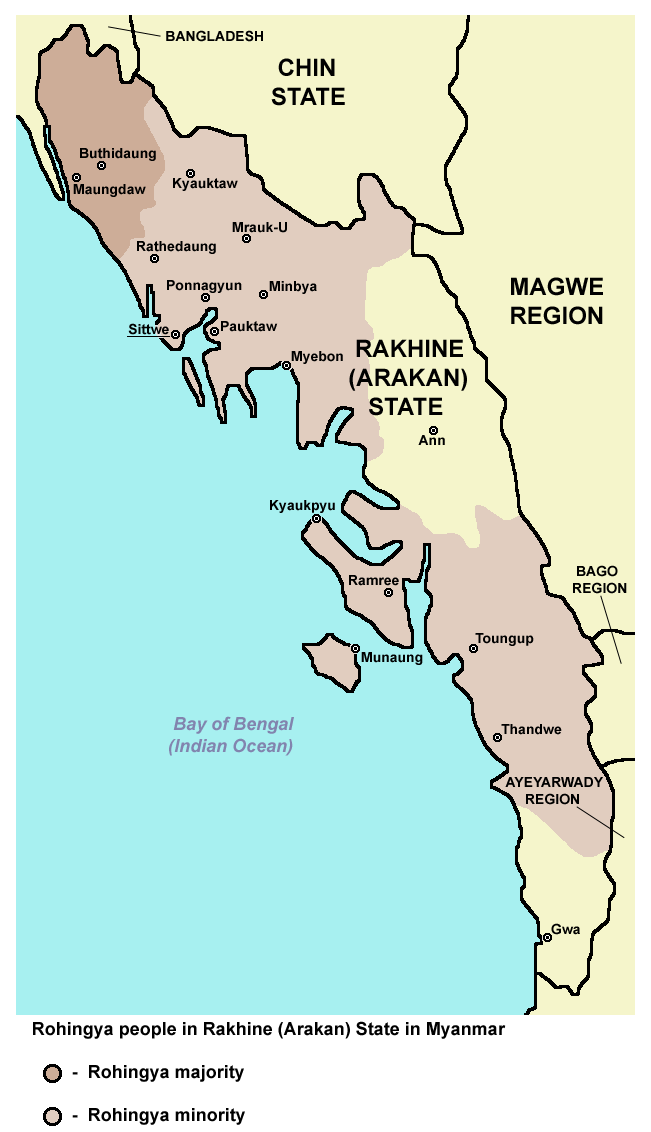
Nur in Maungdaw und Umgebung stellen die Rohingya die Mehrheit der Bevölkerung. In anderen Teilen sind sie eine Minderheit im Rakhaing-Staat, welcher von den Arakanesen dominert wird

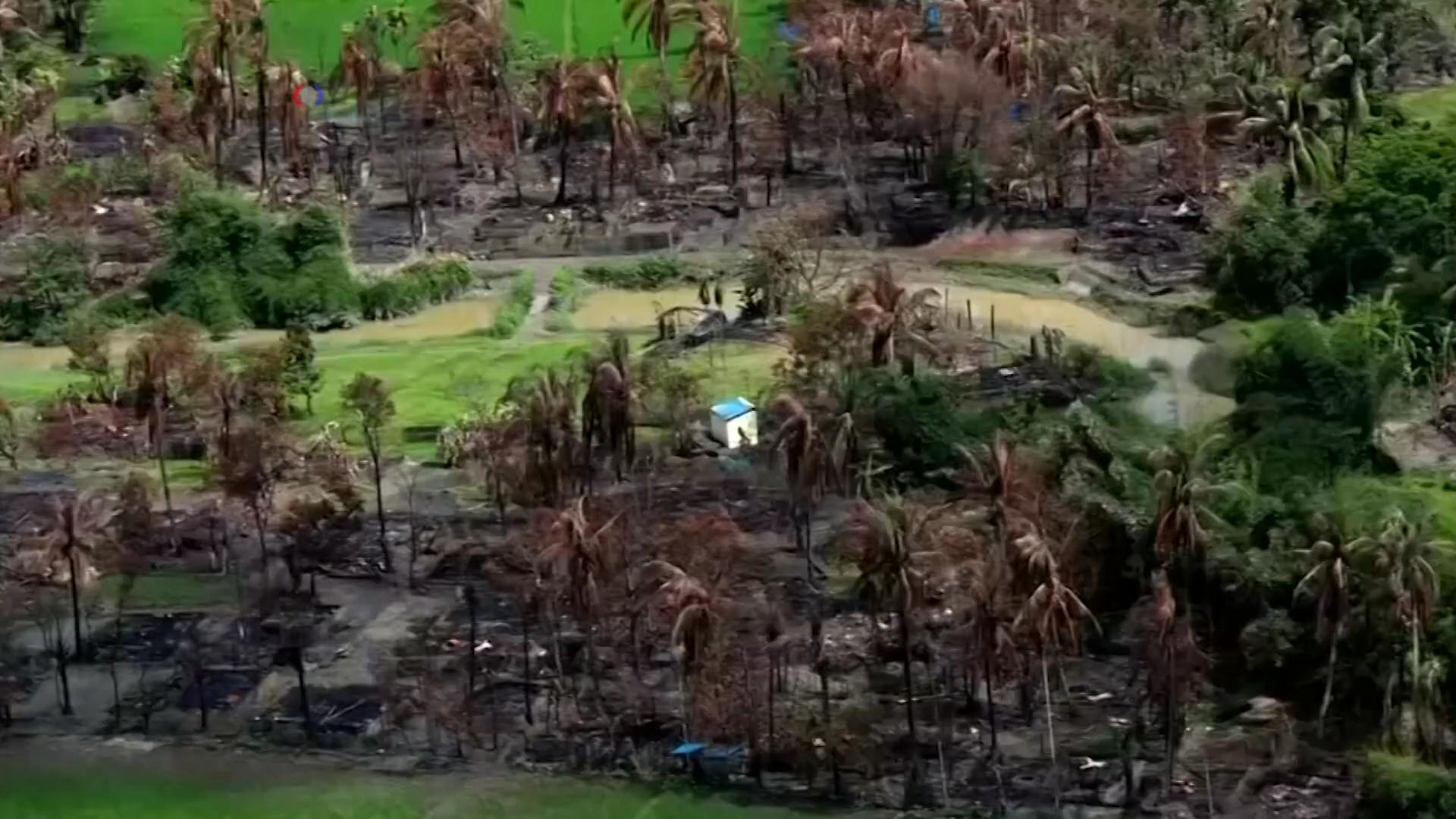
Niedergebranntes Dorf

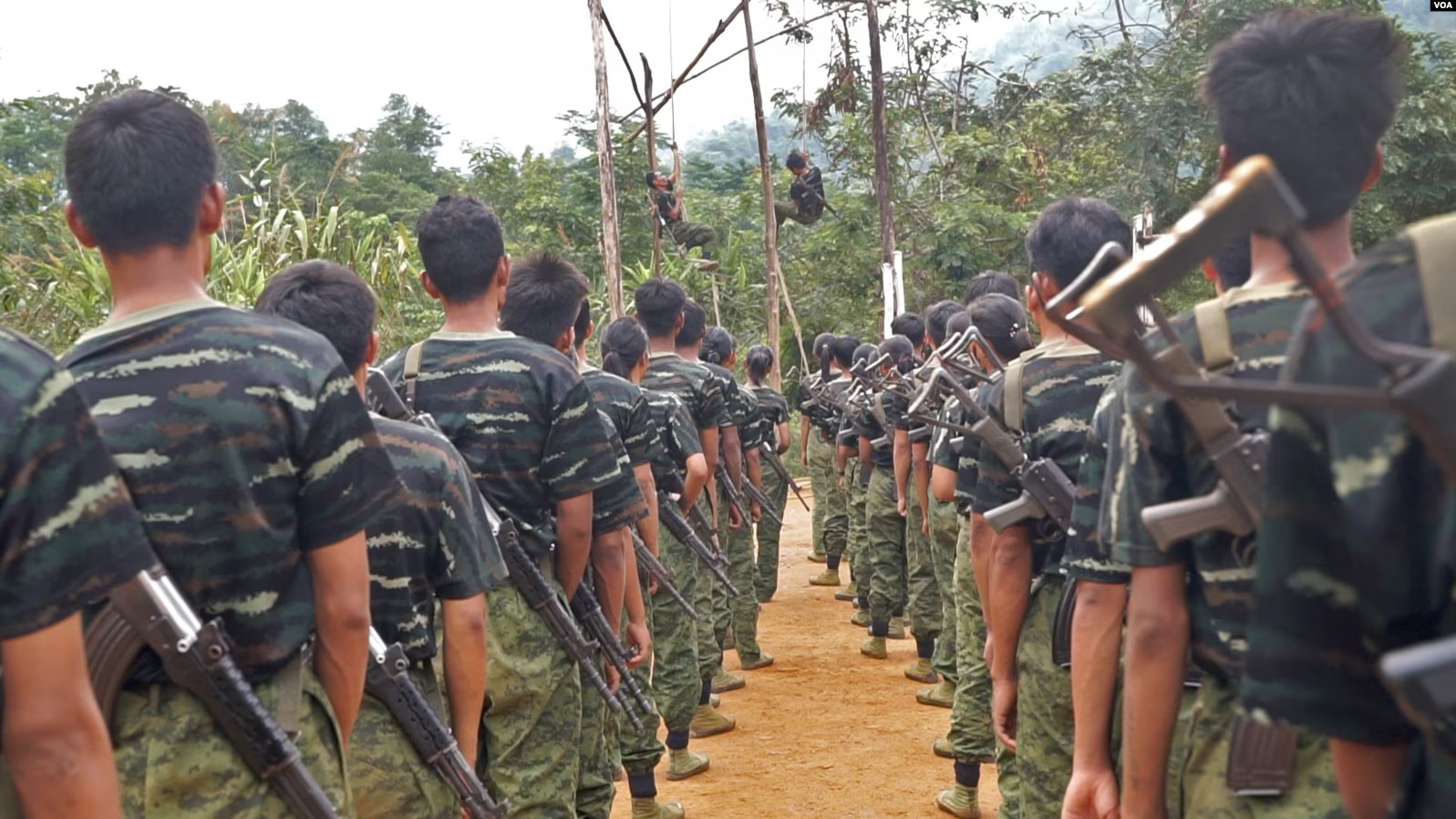
Mitglieder der Arakan Army im Trainingslager der Kachin Independance Army in Laiza

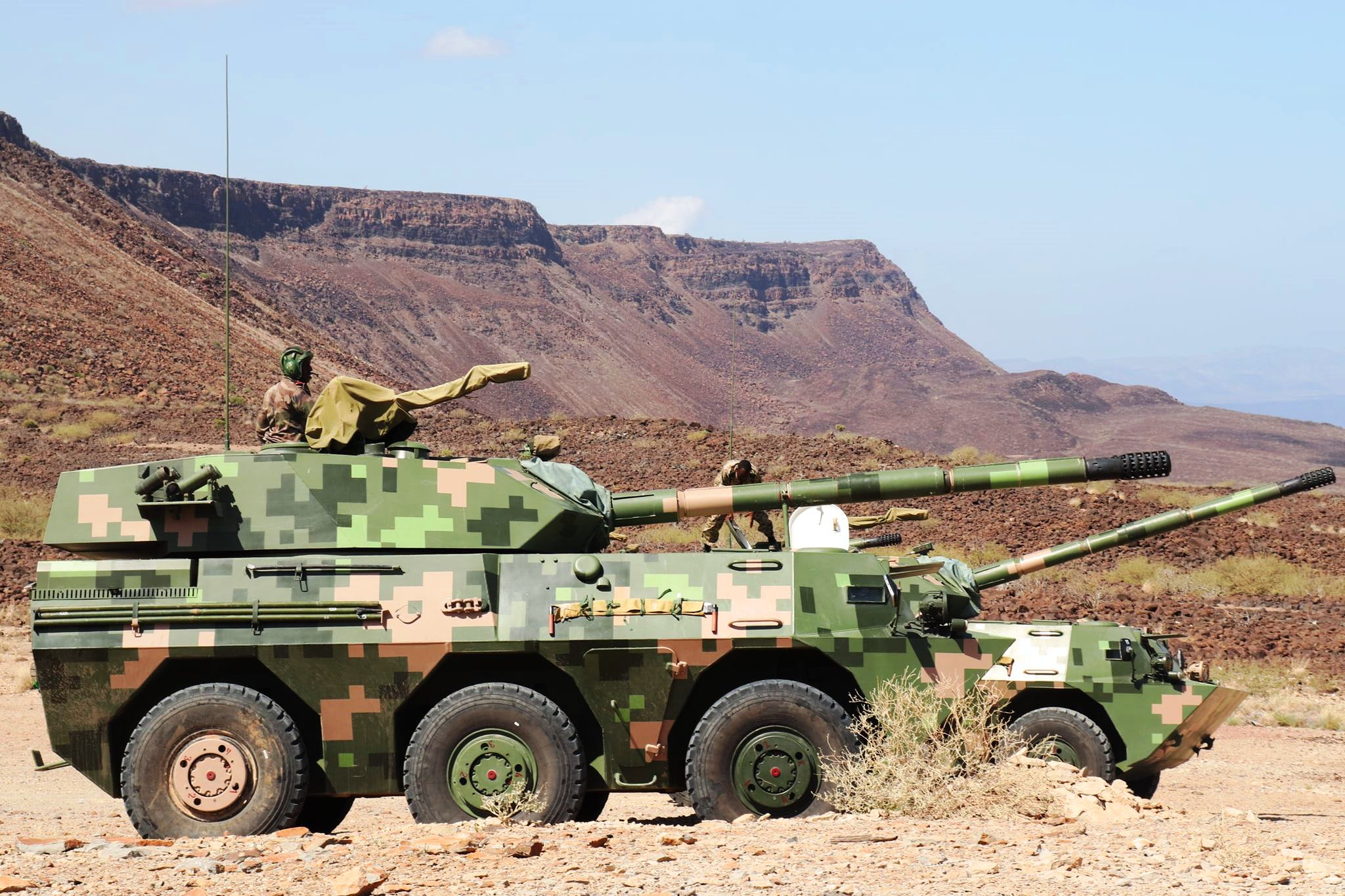
Die AA war mit WMA-301 ausgerüstet

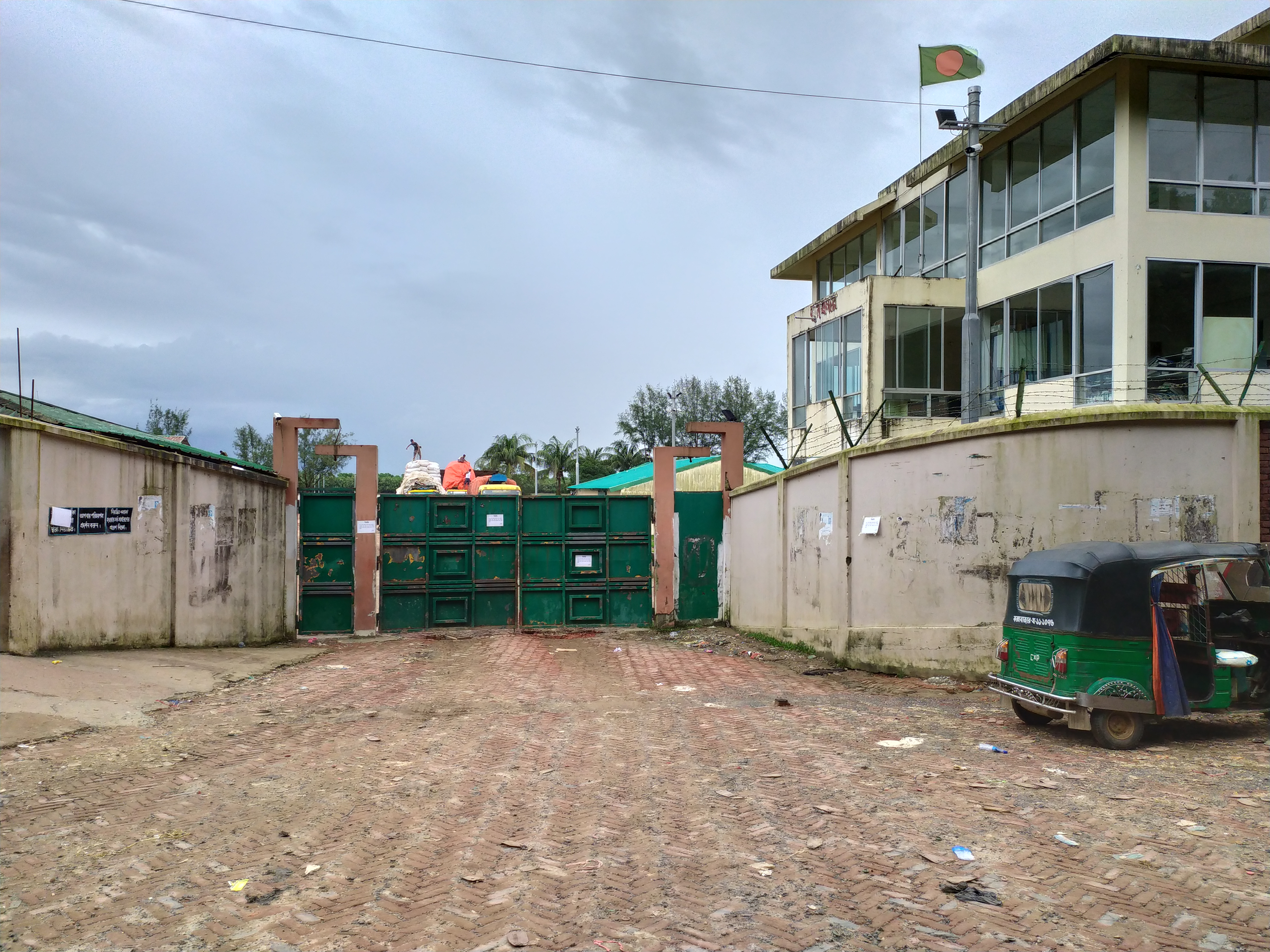
Stand 2025 ist die Grenze nach Bangladesch für Waren aus dem Land geschlossen.

Das Gebiet des heutigen Maungdaw war bis 1784 Bestandteil des Arakan-Reiches. In jenem Jahr wurde es von Burma, dem heutigen Myanmar, erobert. Nach dem Ersten Anglo-Birmanischen Krieg 1824 kam das Gebiet um Maungdaw 1826 durch den Vertrag von Jandabu unter britische Herrschaft. Maungdaw galt als abgelegen, konnte es doch nur per Schiff einfach erreicht werden. Diese änderte sich erst durch den Bau einer Eisenbahn und deren späteren Umwandlung in eine Straße.
Trotzdem wanderten in den 1830ern eine große Anzahl von Menschen aus Chittagong, dem heutigen Bangladesch, nach Maungdaw ein. Dabei muss man verstehen, dass es zur damaligen Zeit keine internationale Grenze zwischen Maungdaw und Chittagong gab. Beide Gebiete wurden von der Britischen Ostindien-Kompanie verwaltet. Nach der Eroberung des Arakan-Reiches durch die Burmesen hatte eine Massenflucht der Arakanesen nach Britisch Indien eingesetzt. 40.000 Arakanesen wurden von den Burmesen hingerichtet. Es gab also einen Arbeitskräftemangel und höhere Löhne lockte viele Bewohner von Chittagong nach Maungdaw. Inwieweit es bereits vor der britischen Herrschaft eine bedeutende muslimische Gemeinde gab, ist unter Wissenschaftlern umstritten. Fakt ist aber, dass viele Rohingya bereits seit dem Beginn der britischen Kolonisation in Maungdaw leben.
Erst mit dem Government of Burma Act 1935 entstand die heutige Grenze zwischen Indien und Burma. Davor war Maungdaw Teil von Britisch Indien. Zum 1. April 1937 kam es zur Errichtung einer eigenen Kolonialverwaltung, die dem Burma Office in London unterstand.
Im Zweiten Weltkrieg war die Mayu-Bergkette Frontlinie zwischen den britischen und den japanischen Truppen. Die Straße spielte eine bedeutende Rolle in der Ersten Arakan-Kampagne der Briten, welche scheiterte. Sie griffen über diese Straße im September 1942 Buthidaung an und eroberten es. Die Mehrheit der Bewohner von Maungdaw unterstützte die Briten im Kampf gegen die Japaner und die Burmesischen Nationalisten. In der Nacht zum 6. Mai 1943 konnte die japanische Armee Buthidaung zurückerobern. Die Briten zogen sich daraufhin nach Maungdaw zurück. Maugdaw wurde zum Frontgebiet und die Tunnel waren hart umkämpft. In der Zweiten Arakan-Kampagne zu Beginn des Jahres 1944 war Maungdaw Ort zahlreicher Schlachten. Die zweite Arakan-Kampagne endete im April 1944 mit dem Rückzug der Japaner.
Nach dem Zweiten Weltkrieg gab es Forderungen, Maungdaw dem neu zu schaffenden Staat Pakistan zuzuschlagen. Am 7. Januar 1947 vereinbarte General Aung San und Muhammad Ali Jinnah, dass Maungdaw Teil eines unabhängigen Burma werden sollte. Pakistan würde keine Ansprüche auf Maungdaw erheben.
Am 4. Januar 1948 wurde Burma in die Unabhängigkeit entlassen. Maungdaw wurde Bestandteil der Republik der Union Myanmar und der Rakhine Division.
Von 1961 bis 1964 gehörte Maungdaw dem Mayu Frontier District an. Es war ein Versuch, Gebiete mit muslimischer Bevölkerung in einem Distrikt mit mehr Selbstständigkeit zusammenzufassen. Der Distrikt wurde nach der Bergkette benannt, welche Maungdaw vom restlichen Teil des Landes trennt. Der Distrikt sollte als Grundlage für einen eigenen Rohingya-Staat innerhalb der Union dienen. Der Distrikt sollte ursprünglich alle Gebiete der Rakhine Division nördlich des Kaladan umfassen. Die Pläne wurden im Februar 1964 von der neuen Militärregierung nicht weiterverfolgt. Die Rakhine Division wurde in den Rakhine-Staat umgewandelt und Maungdaw wurde Teil des buddhistisch dominierten Unionstaates.
Mit dem neuen Staatsbürgergesetz von 1982 verloren die meisten Rohingya ihre burmesische Staatsbürgerschaft. Rechtlich wurden sie als Ausländer klassifiziert, weil sie zu keiner der 135 anerkannten Ethnien in Burma gehörten. Staatsbürgerschaft in Burma wurde mit einer Rasse verknüpft. Die meisten Bewohner von Maungdaw wurden staatenlos. Die Rohingya wurden von der burmesischen Mehrheit im Land als illegale Einwanderer betrachtet. Die Regierung argumentiert: Die meisten Rohingya wären erst zwischen 1951 und 1971 von Chittagong nach Myanmar eingewandert.
2009 gründeten arakanesische Arbeiter im Kachin-Staat mit Hilfe der Kachin Independence Army (kurz KIA) die Arakan Army (kurz AA).
In den Jahren 2012 bis 2014 wurde die Umgebung von Maungdaw von der Rohingya Solidarity Organisation (kurz RSO) dominiert. Es kam zu schweren Auseinandersetzungen mit den Sicherheitskräften des Landes. Da die Mehrheit der Bewohner Rohingya waren, fanden keine Zusammenstöße zwischen den verschiedenen Ethnien wie in anderen Teilen des Rakhaing-Staates statt. Die Sicherheistskräfte gingen brutal gegen die Rohingya vor. Viele Dörfer in der Umgebung der Stadt wurden niedergebrannt, die Bewohner vertrieben. Nach dem Sieg der Regierung baute diese die Stadt stark aus. Es entstanden Kasernen der Border Guard Police 5 Bataillion (Kurz BGP-5) auf dem Boden eines abgebrannten Dorfes wenige Kilometer östlich der Stadt.
Am 9. Oktober 2016 wurde mehrere Posten der BGP von Mitgliedern der Arakan Rohingya Salvation Army (kurz ARSA) angegriffen. Einige der Angreifer hatten davor ein Training in Pakistan absolviert. Die Angreifer waren nur primitv bewaffnet. Mehrere Polizeibeamte starben bei den Angriffen und die ARSA erbeutete Waffen. Die Sicherheitsbehörden reagierten mit einer umfassenden Kampagne gegen die Rohingya Gruppen im Distrikt Maungdaw.
Am 25. August 2017 startete die Sicherheitskräfte erneut eine massive Kampagne gegen die Rohingya. 750.000 Menschen mussten nach Bangladesh flüchten. Auslöser der Kampagne waren vermeintliche Überfälle der ARSA auf Einheiten der BGP entlang der Grenze zu Bangladesch. 30 Polizeiposten sollen angegriffen worden sein. Mindestens 12 Polizisten sollen dabei ums Leben gekommen sein. Offiziell waren die Rohingya unerwünschte Ausländer, und sie wurden als solche von der BGP behandelt. Die ARSA rächte sich. 30.000 zusätzliche Soldaten wurden in die Region verlegt. Die zivile demokratisch gewâhlte Regierung schaute zu, bzw. unterstützte das harte Vorgehen des Militärs. Viele weitere Dörfer in der Umgebung der Stadt wurden abgebrannt und entvölkert.
Die Commission for International Justice and Accountability (kurz CIJA) stellte dagegen fest, dass in internen Dokumenten der Sicherheitsbehörden 18 versuchte Überfalle auf Posten der BGP dokumentiert worden waren. Die Angriffe erfolgten am 25. August 2017 mit selbstgebauten Bomben und Waffen und in internen Dokumenten der BGP waren keine Todesopfer unter den Sicherheitskräften verzeichnet. Die CIJA geht davon aus, dass die Operation gegen die Rohingya lange davor geplant war und die Ũberfälle zur Rechtfertigung der Operation dienten. Die CIJA geht davon aus, dass rassistische Gründe bei der Operation eine Rolle gespielt haben und keine Sicherheitsprobleme. Die Muslime sollten aus Maungdaw Township vertrieben werden. Bei den Angriffen auf die BGP hätte es sich um eine False Flag Operation der myanmarischen Geheimdienste gehandelt. Die BGP war nach Aussagen der CIJA 2013 gegrǔndet worden um die Rohingya aus Myanmar zu vertreiben.
Am 11. November 2019 verklagte Gambia Myanmar wegen der Vorfälle um den 25. August 2017 in Maungdauw Township vor dem Internationalen Strafgerichtshof in Den Haag. Die Anschuldigung lautete auf Völkermord.
Nach der Eroberung des primär von Rohingya bewohnten Buthidaung durch die Truppen der AA Anfang 2024 setzte bei Teilen der RSO und der ARSA ein Umdenkprozess ein. Ein kompletter Sieg der AA gegen die Militärjunta schien möglich und galt es zu verhindern. Die Führer der Rohingya Gruppen trauten den AA nicht. Ein unabhängiger Arakanstaat war nicht in ihrem Interesse. In Maungdaw kam es zu einer Allianz zwischen der BGP, dem Militär und der RSO. Die RSO benannte sich dort in Maungdaw Militia um und begannen auf Seiten der Militärjunta zu kämpfen. Mithilfe der BGP errichteten sie ein Hauptquartier im Stadtteil Myoma Ka Nyin. Die RSO begann zu rekrutieren und bauten ihr Hauptquartier in ein Trainingslager aus. Die Rekruten bekamen alte G3-Sturmgewehre vom Militär und 400 Schuss Munition. Am Morgen wurden die Rekruten von Kämpfern der RSO ausgebildet, am Nachmittag übernahm das Militär. Uniformen wurden an die Rekruten nicht ausgegeben. Nach der Schnellausbildung verteidigten auch bewaffnete Zivilisten die Stadt. Auch die ARSA unterstützte die Verteidiger der Stadt.
Die AA eroberte die Dörfer Pan Taw Pyin und Paung Zar und errichteten Artilleriestellungen. Die AA feuerte bis zu 400 Granaten pro Tag in Richtung Stadt.
Im Juni 2024 startete die AA eine großangelegte Kampagne gegen Maungdaw. 20.000 Bewohner und zahlreiche Flüchtlinge aus der Umgebung waren in der Stadt eingeschlossen. Am 16. Juni ordnete die AA die Evakuierung von Maungdaw an. Der Evakuierungsbefehl fũhrte zu einer Panik unter den Bewohnern. In den folgenden Wochen nahmen die AA die Stadt ein. Am 5. August 2024 griff die AA am Ufer des Naf geflũchtende Rohingya mit Drohnen, Artillerie und Mörser an. Hunderte sollen bei dem Massaker ums Leben gekommen sein. Die AA und Augenzeugen widersprachen. Die AA hätte mitnichten Zivilisten, sondern bewaffnete Mitglieder der RSO bekämpft, welche mit Booten Richtung Bangladesch fliehen wollten. In den darauffolgenden Wochen wurden alle Bewohner und Flüchtlinge von der AA aus der Stadt zwangsevakuiert und die AA belagerte die Kasernen der BGP-5 östlich der Stadt. Diese war durch Militäreinheiten der 22. Division verstärkt worden. Am 8. Dezember 2024 gelang es der AA das Kasernengelände der BGP-5 nach monatelanger Belagerung zu überrennen.
Die meisten evakuierten Bewohner der Stadt flüchtenden nach den Kämpfen mit Booten nach Bangladesh. Die AA war nicht in der Lage oder willig sie zu versorgen. Oftmals wurde sie von bewaffneten Banden der RSO auf dem Weg dorthin ausgeplündert. Die Stadt Maungdaw und ihre Umgebung gilt als entvölkert.
Im März 2025 war Maungdaw von der Außenwelt abgeschnitten. Die Regierung von Bangladesch sperrte die Grenze für Waren aller Art in AA-kontrollierte Gebiete, und blockierte auch Hilfslieferungen in das Gebiet. Internationale Hilfsorganisationen fordern einen Hilfskorridor zwischen Bangladesch und Maungdaw in die von der AA beherrschten Gebiete in Myanmar. Anfang 2015 kontrollierte die AA 14 von 17 Townships im Staat. Nur Sittwe, Kyaukphyu und die Insel Manaung befanden sich noch unter der Kontrolle der Zentralregierung.